# Hemipecteros
Hemipecteros is een geslacht van vlinders van de familie tandvlinders (Notodontidae).

## Soorten
- H. albifera Dognin, 1908
- H. arthemis Schaus, 1920
- H. gastriva Schaus, 1905
- H. semialba Druce, 1911
- H. similis Dognin, 1916
- H. teffeina Schaus, 1928